# 2160p
2160p — скорочена загальна назва одного з форматів відео ультра високої роздільної здатності 4K (Ultra HD). Число 2160 означає 2160 горизонтальних ліній екранної роздільної здатності, а літера «p» означає прогресивну розгортку.

## Короткі специфікації
2160p має широкоекранні пропорції 16:9, з вертикальною роздільною здатністю 2160 пікселів і горизонтальною роздільною здатністю 3840 пікселів.
Можливий варіант пропорції 21:9, з роздільною здатністю 2160 пікселів на 5120 пікселів.